# 李相街道
李相街道，是中华人民共和国辽宁省沈阳市浑南区下辖的一个乡镇级行政单位。

## 行政区划
李相街道下辖以下地区：
李相社区、石官屯社区、前李相社区、后李相社区、王士兰社区、高八寨社区、三家寨社区和南岭社区。
2018年6月，将祝家街道办事处的高八寨、段家沟、永安3个社区划归李相街道办事处。